# Chelsea Olivia
Chelsea Olivia Wijaya née le 29 juillet 1992 à Bandar Lampung est une artiste et chanteuse Indonésienne.

## Biographie
Chelsea Olivia est la plus jeune de trois enfants. Elle est également une ancienne niveleuse d'accélération dans l'un des principaux lycées du sud de Jakarta. Chelsea Olivia a obtenu son diplôme d'études secondaires à l'âge de 15 ans.
Chelsea Olivia et Glenn Alinskie se sont mariés après huit ans de relation. Le contrat de mariage de Chelsea et Glenn a eu lieu le 1er octobre 2015 à Cathédrale Sainte-Marie-de-l'Assomption de Jakarta.